# Enllaç iònic

Esquema de l'enllaç iònic en el clorur de sodi

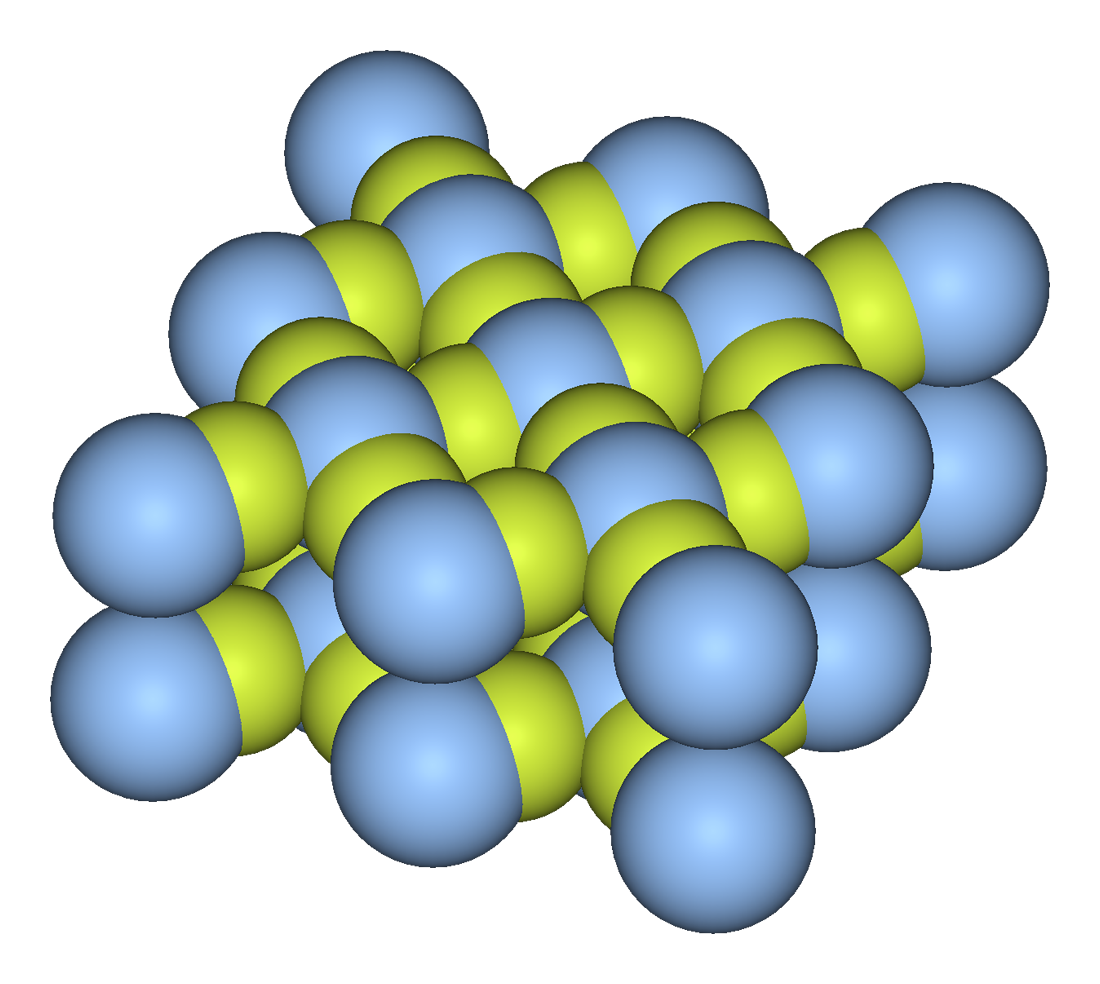
Estructura d'un cristall de fluorur d'argent

L'enllaç iònic és un dels tres tipus d'enllaç químic habituals. Correspon a la unió d'ions de signe oposat per atracció electroestàtica i sempre ve format per un metall (catió) i un no-metall (anió). Quan en l'enllaç iònic apareix aquesta força electroestàtica les substàncies que hi intervenen no formen molècules sinó que constitueixen xarxes cristal·lines iòniques formades per un gran nombre d'anions i cations.
La unió entre ions amb càrregues elèctriques oposades constitueix l'enllaç iònic.
L'enllaç iònic només es forma quan la diferència d'electronegativitat entre els elements que el componen és elevada, ja que si s'enllacen elements de caràcter metàl·lic amb electronegativitats semblants es produeix un enllaç metàl·lic i els elements no metàl·lics s'uneixen amb enllaços covalents.
Les propietats de les substàncies iòniques són les següents: tenen punts de fusió i ebullició elevats; són dures i fràgils; no condueixen el corrent elèctric en estat sòlid, però sí quan es fonen o es dissolen; són solubles en aigua.; són sòlides a temperatura ordinària i, si els ions de la mateixa càrrega queden a prop, es repel·leixen (aquesta és la causa que els sòlids iònics es trenquin fàcilment).
Els cristalls iònics són fràgils, es trenquen fàcilment: si es fan lliscar unes capes de cristall sobre unes altres, queden a prop ions de la mateixa càrrega, la qual cosa fa que el cristall es trenqui per repulsió electroestàtica.

## Exemples
En la formació del fluorur de sodi, el sodi (Na) és un metall alcalí que cedeix un electró al fluor (F), que és l'halogen amb més tendència a capturar electrons;
En la configuració electrònica del sodi 
Na (Z=11); 1s² 2s² 2p⁶ 3s¹
aquest element té un electró sol al nivell 3s, el més llunyà del nucli. En canvi en la configuració electrònica del fluor
F (Z=9); 1s² 2s² 2p⁵
a la capa exterior 2p, on hi caben 6 electrons, només n'hi ha 5; per tant serà molt fàcil omplir-la amb l'electró solitari de la capa 3s del sodi, formant-se un enllaç iònic entre aquests dos elements;
Na + F → NaF format per cations Na+ i anions F-
Un altre exemple és el sulfur d'alumini; en les respectives configuracions electròniques, l'alumini té facilitat per perdre els tres electrons més externs (3s i 3p) i el sofre en necessita dos per a completar el nivell 3p;
Al (Z=13); 1s² 2s² 2p⁶ 3s² 3p¹
S (Z=16); 1s² 2s² 2p⁶ 3s² 3p4
Al + S → Al₂S₃ format per cations Al3+ i anions S2-
Un exemple més simple és el de la sal comuna (NaCl) o clorur de sodi:
Na (Z=11); 1s² 2s² 2p⁶ 3s¹ → (2,8,1)
Cl (Z=17); 1s² 2s² 2p⁶ 3s² 3p⁵ → (2,8,7)
Na + Cl → Na+Cl-; Na → 1s² 2s² 2p⁶ → (2,8); Cl → 1s² 2s² 2p⁶ 3s² 3p⁶ → (2,8,8)
El procés de dissolució de la sal comuna es pot expressar així:
sòlid: (Na+Cl-)→ Na+(aq) + Cl-(aq)
en què «aq» significa «solució aquosa» i indica que els ions estan dissolts en aigua.